# Епархия Святого Владимира Великого в Париже
Епархия Святого Владимира Великого в Париже (укр. Єпархія Святого Володимира Великого у Парижі, фр. Éparchie Saint Vladimir le Grand de Paris des Ukrainiens) — епархия Украинской грекокатолической церкви с кафедрой в Париже. Кафедральным собором епархии святого Владимира Великого в Париже является церковь Владимира Киевского в Париже.

## Территория
Юрисдикции епархии святого Владимира Великого в Париже подчиняются верующие УГКЦ, которые проживают на территории пяти стран Западной Европы: Франции, Бельгии, Нидерландов, Люксембурга и Швейцарии.

## История
22 июля 1960 года Римский папа Иоанн XXIII издал буллу Aeterni Pastoris, которой учредил апостольский экзархат Франции. При создании территория экзархата ограничивалась только Францией, однако позднее, с назначением экзархом Михаила Гринчишина, его душпастырской опеке были поручены также украинские греко-католики, проживающие в странах Бенилюкса и Швейцарии.
19 января 2013 года Папа Римский Бенедикт XVI возвёл апостольский экзархат Франции в ранг епархии под названием Епархия Святого Владимира Великого в Париже для украинцев византийского обряда. Первым правящим епископом епархии стал Борис Гудзяк.

## Епископы епархии
- епископ Владимир Маланчук (1960–1982);
- епископ Михаил Гринчишин (27 ноября 1982 — 21 июля 2012);
- епископ Борис Гудзяк (21 июля 2012 — 18 февраля 2019, назначен греко-католическим архиепископом Филадельфии);
  - Sede vacante (с 2019);
- епископ Глеб Борис Святослав Лончина, M.S.U. (18 февраля 2019 — по настоящее время — апостольский администратор).

## Источник
- Annuario Pontificio,  Libreria Editrice Vaticana, Città del Vaticano, 2003, стр. 958, ISBN 88-209-7422-3
- Булла Aeterni Pastoris (лат.), AAS 53 (1961), с. 341